# チュパキレ
チュパキレ (Chupaquire) は、ベネズエラのミランダ州ペドログアル市にある村である。ミランダ州の海岸近く、バルロベント平野の東部、チュパキレ川のほとりにある。
スペイン植民地時代に、インディオを強制移住させて、キリスト教に教化する宣教村として作られた。「サン・ペドロ・アルカンタラ・デ・チュパキレ」と名づけられた。後に放棄され、20世紀には小さな集落になった。